# Thelypteris tryonorum
Thelypteris tryonorum är en kärrbräkenväxtart som beskrevs av Alan Reid Smith. Thelypteris tryonorum ingår i släktet Thelypteris och familjen Thelypteridaceae. Inga underarter finns listade.